# Rumia
Rumia (Duits: Rahmel) is een stad in het Poolse woiwodschap Pommeren, gelegen in de powiat Wejherowski. De oppervlakte bedraagt 30,08 km², het inwonertal 44.156 (2005).

## Verkeer en vervoer
- Station Rumia
- Station Rumia Janowo

## Geschiedenis
Rumia, gelegen in de landstreek Pommerellen, werd in 1220 als Rumina voor het eerst vermeld. De plaats werd bij de Tweede Vrede van Thorn (1466) Pools en bij de Eerste Poolse Deling (1772) Pruisisch. De oorspronkelijke bevolking was Kasjoebisch. In 1920 kwam Rumia conform het Verdrag van Versailles weer aan Polen, maar nazi-Duitsland heroverde het stadje in 1939, dat deel ging uitmaken van de rijksgouw Danzig-West-Pruisen. Sinds 1945 behoort Rumia weer tot Polen. De huidige stad ontstond in 1954 door samenvoeging van het eigenlijke Rumia met de naburige dorpen Zagórze, Biała Rzeka, Szmelta en Janowo.

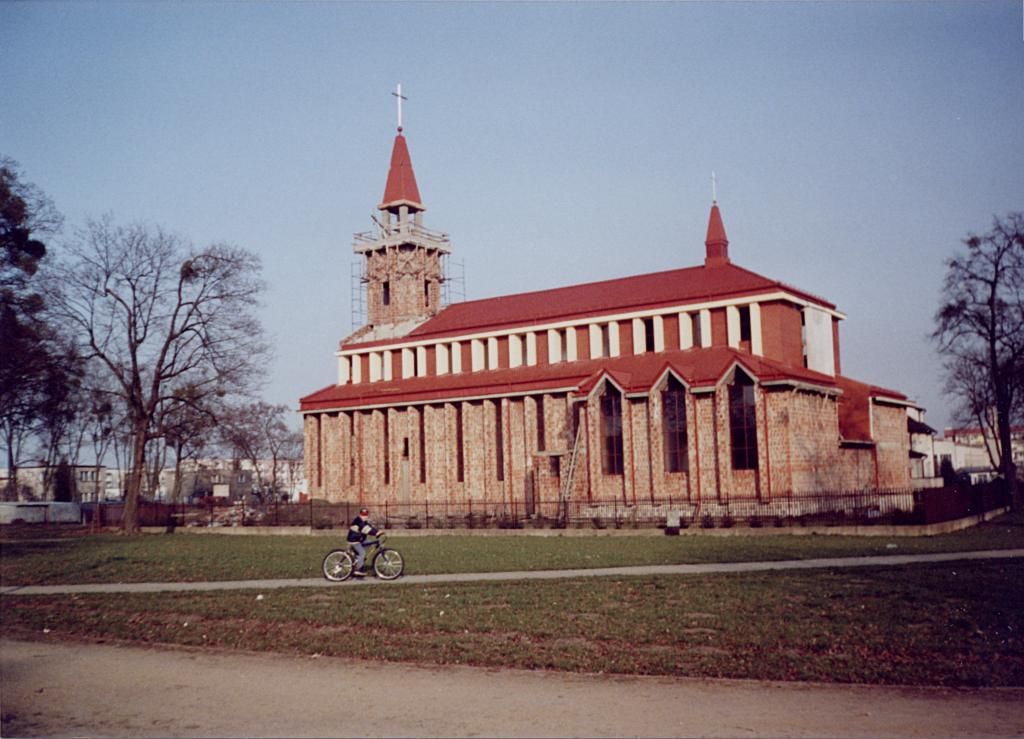
Kerk in Janowo

## Geboren in Rumia
- Erika Steinbach (1943), Duits politica

Stadsdistricten:
Gdańsk · Gdynia · Słupsk · Sopot

Districten:
Bytów · Chojnice · Człuchów · Gdańsk · Kartuzy · Kościerzyna · Kwidzyn · Lębork · Malbork · Nowy Dwór Gdański · Puck · Słupsk · Starogard · Sztum · Tczew · Wejherowo

Grootste steden:
Chojnice · Gdańsk · Gdynia · Kwidzyn · Lębork · Malbork · Rumia · Słupsk · Sopot · Starogard Gdański · Tczew · Wejherowo